# Helmut Schlierbach
Helmut Schlierbach (* 17. Juni 1913 in Offenbach; † 21. März 2005 ebenda) war ein deutscher Jurist, Regierungsrat und SS-Sturmbannführer. Während der Zeit des Nationalsozialismus war er Gestapo-Chef in Straßburg und unter anderem verantwortlich für 108 Morde an Mitgliedern der französischen Widerstandsgruppe Alliance in Schirmeck und für weitere 56 Morde Ende November 1944 in Kehl, Rastatt, Offenburg, Freiburg, Bühl, Pforzheim und Gaggenau.

## Leben

### Herkunft und Studium
Schlierbach studierte Jura, war nach der Ersten juristischen Staatsprüfung 1935 Referendar bei Gerichten in Bad Nauheim, Frankfurt am Main, Offenbach und Darmstadt und arbeitete dann bei der Staatspolizeistelle, einer Unterabteilung der Gestapo, in Frankfurt. 1933 trat er in die SS (Mitgliedsnummer 107.970), 1935 in den NS-Rechtswahrerbund und am 1. Mai 1937 in die NSDAP (Mitgliedsnummer 5.628.167) ein. 1937 wurde er promoviert zum Dr. jur.; 1938 legte er die Zweite juristische Staatsprüfung in Stuttgart ab.
Ebenfalls 1938 nahm Schlierbach an einer Waffenübung bei der SS-Totenkopfstandarte Thüringen teil, die zu den Wachmannschaften der Konzentrationslager gehörte.

### Reichssicherheitshauptamt und Einsatzgruppen
Schlierbach saß von November 1938 bis Mai 1942 am Schreibtisch im Hauptamt Sicherheitspolizei in Berlin, das Teil des Reichssicherheitshauptamtes (RSHA) wurde.
Ab Mai 1942 war Schlierbach Außenkommandoführer der Einsatzgruppe C, der mobilen Mordeinheiten von Sicherheitsdienst und Sicherheitspolizei. Die Einsatzgruppe C ermordete nach dem deutschen Angriff auf die UdSSR knapp 100.000 Menschen in der Ukraine; die Opfer waren politischen Gegner, kommunistische Funktionäre sowie alle als „rassisch minderwertig“ angesehenen Menschen („Juden und Zigeuner“).
Ab Juni 1942 war Schlierbach beim Befehlshaber der Sicherheitspolizei und des SD (BdS) in Kiew, danach beim Sonderkommando 4a, einem Teil der Einsatzgruppe C, und selbst Führer eines Sonderkommandos. Nach seiner Ernennung zum SS-Sturmbannführer (Major) 1943 war er Kommandeur der Sicherheitspolizei und des SD (KdS) in Dnepropetrowsk.

### Leiter der Gestapo in Straßburg
Da sich Schlierbach im „Fronteinsatz […] bestens bewährt hat“ und auch als „Führer eines Kommandos zur Bekämpfung von Partisanen […] die nötige Tapferkeit besitzt“ – so in der Beurteilung, wurde er Ende 1943 Leiter der Gestapo in Straßburg.
Im Mai 1944 hatte „ein Befehl, gekommen aus Berlin und unterzeichnet mit Schiebart [Helmut Schlierbach], das endgültige Todesurteil für alle Mitglieder der Résistance-Organisation Alliance nach Schirmeck übermittelt.“ Von Schlierbach stammt der Befehl, in der Nacht vom 1. auf den 2. September 1944 die 108 Mitglieder der Alliance im KZ Natzweiler-Struthof zu ermorden, so auch die Staatsanwaltschaft in einem vergeblichen Wiederaufnahmeverfahren 1977. Die Gefangenen waren zuvor im Sicherungslager Schirmeck-Vorbruck festgehalten worden. Karl Buck, Kommandant von Schirmeck-Vorbruck, und Julius Gehrum, führend beteiligt an der „Schwarzwälder Blutwoche“ Ende November 1944, benennen Schlierbach als denjenigen, der den Befehl „zur systematischen Vernichtung von Réseau Alliance“ gegeben hat, auch für die Massaker Ende November 1944 in Kehl (9 Ermordete), Rastatt (12 Ermordete), Offenburg (4 Ermordete), Freiburg (3 Ermordete), Bühl (8 Ermordete), Pforzheim (25 Ermordete) und Gaggenau (9 Ermordete).
Von November 1944 bis Februar 1945 war Schlierbach Gestapochef in Karlsruhe.

### Nach dem Krieg
1946 verurteilte ein britisches Militärgericht Helmut Schlierbach in Düsseldorf wegen der Ermordung britischer Fallschirmjäger in den Vogesen zu zehn Jahren Zuchthaus, er kam aber schon 1952 frei und wurde vom Bundesjustizministerium als Spätheimkehrer anerkannt. Zwar verurteilte ihn ein französisches Militärgericht in Metz 1954 wegen der Morde in Schirmeck in Abwesenheit zum Tode, doch die Bundesrepublik lieferte ihn nicht aus. Später einsetzende Bemühungen der Justiz der Bundesrepublik blieben unwirksam:
Da es keine schriftlich fixierten Befehle gab, verlief eine Vernehmung im Jahre 1961 ergebnislos. Schlierbach konnte oder wollte sich entweder nicht erinnern oder stritt eine Beteiligung ab. Zudem waren Mitwisser wie Erich Isselhorst und Julius Gehrum oder der mögliche Befehlsgeber beim Reichssicherheitshauptamt, Ernst Kaltenbrunner inzwischen hingerichtet worden. Die Behauptungen Schlierbachs waren auch im Ermittlungsverfahren 1978 in Darmstadt nicht zu widerlegen.
Nach dem Krieg war Schlierbach als Syndikus für den hessischen Sparkassenverband tätig.